# Ben Osmo
Ben Osmo est un mixeur australien.

## Biographie
Après avoir travaillé pendant 10 ans pour Australian Broadcasting Corporation, Ben Osmo se met à son compte en 1985 (Osmo Sound Pty Ltd), et commence à travailler alors pour le cinéma.
C'est un des membres fondateurs de l'Australian Screen Sound Guild (en). Il donne ponctuellement des cours à la Australian Film Television and Radio School (en) et sur le campus de Sydney de la New York Film Academy,.
Il a reçu en 2001 la Médaille du Centenaire pour service rendus à la société australienne et à la production australienne de cinéma.

## Filmographie (sélection)
- 1989 : Calme blanc (Dead Calm) de Phillip Noyce
- 1992 : Ballroom Dancing (Strictly Ballroom) de Baz Luhrmann
- 1995 : Babe, le cochon devenu berger (Babe) de Chris Noonan
- 1996 : Le Fantôme du Bengale (The Phantom) de Simon Wincer
- 1997 : Robinson Crusoé (Robinson Crusoe) de Rod Hardy et George Trumbull Miller
- 1998 : Babe 2, le cochon dans la ville (Babe: Pig in the City) de George Miller
- 2000 : Cercle intime (The Monkey's Mask) de Samantha Lang
- 2001 : Crocodile Dundee 3 (Crocodile Dundee in Los Angeles) de Simon Wincer
- 2002 : Le Chemin de la liberté (Rabbit-Proof Fence) de Phillip Noyce
- 2003 : Peter Pan de Paul John Hogan
- 2006 : Le Petit Monde de Charlotte (Charlotte's Web) de Gary Winick
- 2011 : Sleeping Beauty de Julia Leigh
- 2012 : Les Saphirs (The Sapphires) de Wayne Blair
- 2015 : Mad Max: Fury Road de George Miller

## Distinctions

### Récompenses
- Oscars 2016 : Oscar du meilleur mixage de son pour Mad Max: Fury Road

### Nominations
- British Academy Film Award du meilleur son
  - en 1993 pour Ballroom Dancing
  - en 2016 pour Mad Max: Fury Road